# Erwin Stresemann
Erwin Stresemann (ur. 22 listopada 1889 w Dreźnie, zm. 20 listopada 1972 w Berlinie) – niemiecki ornitolog; profesor uniwersytetu w Berlinie.
Jego dorobek obejmuje prace z zakresu systematyki i zoogeografii ptaków. Prowadził badania etnograficzne w archipelagu Moluków. Sporządził opracowanie poświęcone językowi paulohi (1918).